# Bay vốn
Bay vốn, trong kinh tế, xảy ra khi tài sản hoặc tiền nhanh chóng chảy ra khỏi một quốc gia, do một sự kiện hậu quả kinh tế. Những sự kiện như vậy có thể là sự gia tăng thuế đối với vốn hoặc chủ sở hữu vốn hoặc chính phủ của quốc gia không trả được nợ khiến các nhà đầu tư bối rối và khiến họ hạ giá trị tài sản ở quốc gia đó, hoặc nói cách khác là mất niềm tin vào sức mạnh kinh tế. Điều này dẫn đến sự biến mất của cải, và thường đi kèm với việc giảm mạnh tỷ giá hối đoái của quốc gia bị ảnh hưởng Khấu hao trong một chế độ tỷ giá hối đoái thay đổi, hoặc mất giá bắt buộc trong chế độ tỷ giá hối đoái cố định. Sự sụp đổ này đặc biệt tai hại khi vốn thuộc về người dân của quốc gia bị ảnh hưởng, bởi vì bây giờ không chỉ công dân bị gánh nặng bởi sự mất mát trong nền kinh tế và mất giá tiền tệ, mà có lẽ, tài sản của họ đã mất phần lớn giá trị danh nghĩa. Điều này dẫn đến sức mua của tài sản đất nước giảm mạnh và khiến việc nhập khẩu hàng hóa ngày càng tốn kém và thu được bất kỳ hình thức nào của các cơ sở nước ngoài, ví dụ như các cơ sở y tế.

## Thảo luận

### Tính hợp pháp
Bay vốn có thể là hợp pháp hoặc bất hợp pháp theo luật trong nước. Bay vốn hợp pháp được ghi lại trên sổ sách của đơn vị hoặc cá nhân thực hiện chuyển nhượng và thu nhập từ tiền lãi, cổ tức và tiền lãi nhận được thường trở về nước xuất xứ. Chuyến bay vốn bất hợp pháp, còn được gọi là dòng tài chính bất hợp pháp, dự định sẽ biến mất khỏi bất kỳ hồ sơ nào ở nước xuất xứ và thu nhập từ cổ phiếu của chuyến bay vốn bất hợp pháp bên ngoài một quốc gia thường không trở về nước xuất xứ. Nó được chỉ định là thiếu tiền từ cán cân thanh toáncủa một quốc gia.

### Trong một quốc gia
Chuyến bay vốn đôi khi cũng được sử dụng để chỉ việc loại bỏ của cải và tài sản khỏi một thành phố hoặc khu vực trong một quốc gia. Các thành phố Nam Phi thời hậu chia rẽ có lẽ là ví dụ dễ thấy nhất của hiện tượng này do tỷ lệ tội phạm và bạo lực cao ở các thành phố đa số da đen, và việc bay vốn từ các thành phố trung tâm đến các vùng ngoại ô cũng phổ biến trong nửa sau của thế kỷ XX ở Hoa Kỳ cũng là kết quả của tội ác và bạo lực trong các thành phố nội thành.
Các quốc gia có nền kinh tế dựa trên tài nguyên trải qua bay vốn lớn nhất. Một quan điểm cổ điển về bay vốn là việc đầu cơ tiền tệ thúc đẩy các phong trào xuyên biên giới đáng kể của các quỹ tư nhân, đủ để ảnh hưởng đến thị trường tài chính. Sự hiện diện của bay vốn cho thấy sự cần thiết phải cải cách chính sách.

## Ví dụ

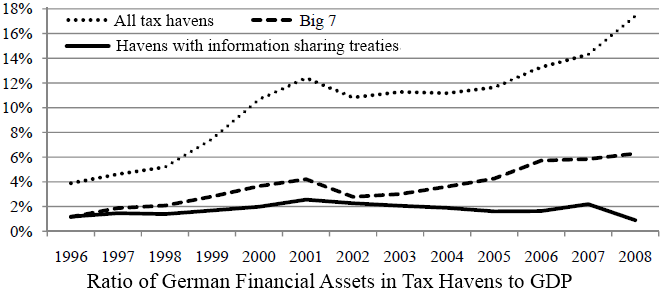
Tỷ lệ tài sản của Đức trong thiên đường thuế so với GDP của Đức. "Big 7" được hiển thị là Hồng Kông, Ireland, Lebanon, Liberia, Panama, Singapore và Thụy Sĩ.

Năm 1995, Quỹ Tiền tệ Quốc tế (IMF) ước tính rằng bay vốn chiếm gần một nửa số dư nợ nước ngoài (outstanding foreign debt) của các quốc gia mắc nợ nhiều nhất trên thế giới.
Bay vốn đã được nhìn thấy ở một số thị trường châu Á và Mỹ Latinh trong những năm 1990. Có lẽ hậu quả lớn nhất của nó là cuộc khủng hoảng tài chính châu Á năm 1997 bắt đầu ở Thái Lan và lan rộng ra phần lớn khu vực Đông Á bắt đầu vào tháng 7 năm 1997, làm dấy lên lo ngại về một cuộc khủng hoảng kinh tế toàn cầu do sự lây nhiễm tài chính.
Cuộc khủng hoảng kinh tế Argentina năm 2001 một phần là kết quả của chuyến bay vốn lớn, do lo ngại rằng Argentina sẽ vỡ nợ (tình hình trở nên tồi tệ hơn bởi thực tế là Argentina có tỷ giá hối đoái cố định thấp và phụ thuộc nhiều vào mức tiền dự trữ). Điều này cũng đã được nhìn thấy ở Venezuela vào đầu những năm 1980 với tổng thu nhập xuất khẩu trong một năm qua các chuyến bay vốn bất hợp pháp.
Trong quý cuối cùng của thế kỷ 20, chuyến bay vốn được quan sát từ các quốc gia có mức lãi suất thực thấp hoặc âm (như Nga và Argentina) cho các quốc gia có mức lãi suất thực cao hơn (như Cộng hòa Nhân dân Trung Hoa).
Một bài báo năm 2006 trên tờ Washington Post đã đưa ra một số ví dụ về vốn tư nhân rời khỏi Pháp để đáp trả thuế tài sản của đất nước. Bài báo cũng tuyên bố, "Eric Pinchet, tác giả của một hướng dẫn thuế của Pháp, ước tính thuế tài sản kiếm được cho chính phủ khoảng 2,6 tỷ đô la mỗi năm nhưng đã khiến nước này phải trả hơn 125 tỷ đô la cho chuyến bay vốn từ năm 1998".
Một bài báo năm 2008 được xuất bản bởi Global Financial Integrity ước tính chuyến bay vốn, còn được gọi là dòng tài chính bất hợp pháp là "ra khỏi các nước đang phát triển là khoảng 850 tỷ đến 1 nghìn tỷ đô la một năm." 
Một bài báo năm 2009 trên The Times đưa tin rằng hàng trăm nhà tài chính và doanh nhân giàu có gần đây đã rời khỏi Vương quốc Anh để đáp trả các khoản tăng thuế gần đây và đã chuyển đến các điểm đến thuế thấp như Jersey, Guernsey, Isle of Man và Quần đảo Virgin thuộc Anh.
Vào tháng 5 năm 2012, quy mô của chuyến bay vốn của Hy Lạp sau cuộc bầu cử lập pháp "không quyết định" đầu tiên được ước tính là 4 tỷ euro mỗi tuần và sau đó vào tháng đó, Ngân hàng Trung ương Tây Ban Nha đã tiết lộ 97 tỷ euro tiền vốn từ nền kinh tế Tây Ban Nha trong quý đầu tiên của năm 2012.
Trong cuốn sách La Dette Odieuse de l'Afrique: Comment l'endettement et la fuite des capitaux ont saigné un continent (Amalion 2013), Léonce Ndikumana và James K. Boyce cho rằng hơn 65% các khoản nợ vay của châu Phi thậm chí không có được vào các quốc gia ở Châu Phi, nhưng vẫn còn trong tài khoản ngân hàng tư nhân trong các thiên đường thuế trên toàn thế giới. Ndikumana và Boyce ước tính rằng từ năm 1970 đến 2008, bay vốn từ 33 quốc gia vùng Sahara có tổng trị giá 700 tỷ USD.
Trong cuộc chạy đua trưng cầu dân ý của Anh về việc rời khỏi EU, đã có một dòng vốn ra ròng trị giá 77 bảng tỷ trong hai quý trước, £ 65   tỷ trong quý ngay trước cuộc trưng cầu dân ý và £ 59 tỷ vào tháng ba khi chiến dịch trưng cầu dân ý bắt đầu. Điều này tương ứng với con số £ 2 tỷ trong sáu tháng tương đương trong năm trước.